# Corrida de Asprona
Las corrida de Asprona es una tradicional corrida de toros del calendario taurino español que se celebra anualmente en la ciudad española de Albacete.
Tiene lugar en el mes de junio en la plaza de toros de Albacete a beneficio de Asprona, la Asociación para la atención a Personas con Discapacidad Intelectual y sus Familias de la Provincia de Albacete. Los toreros y las ganaderías participantes suelen donar una parte de sus honorarios a la institución benéfica.

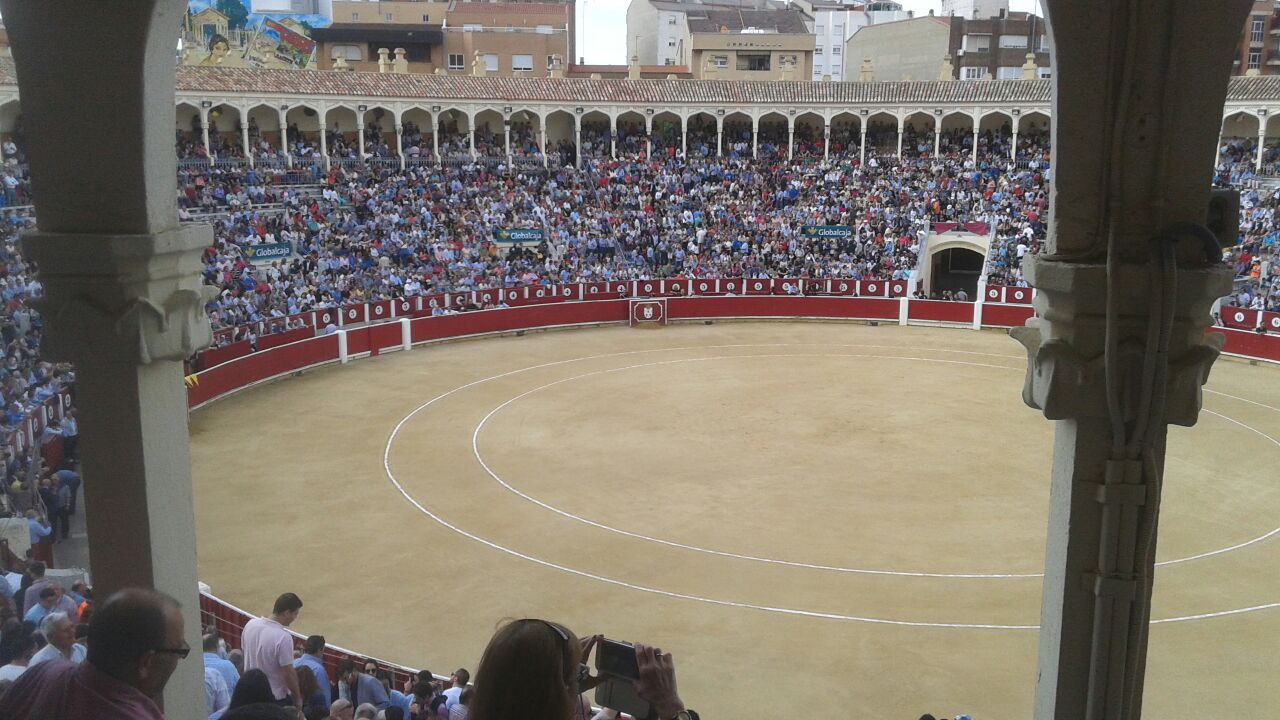
Vista interior de la plaza de toros de Albacete durante la celebración de la corrida de Asprona

Es una de las corridas más importantes del calendario taurino español, a la que acuden las principales figuras del toreo y ganaderías. Su primera edición tuvo lugar en 1969 con un cartel formado por los diestros Pepe Osuna, Manuel Amador y Vicente Punzón. Desde sus inicios, regularmente fue retransmitida por Televisión Española.